# Cornelia Bürki
Cornelia Bürki, z domu de Vos (ur. 3 października 1953 w Humansdorp, prowincja Przylądkowa Wschodnia, Południowa Afryka) – szwajcarska lekkoatletka, specjalizująca się w biegach średnio- i długodystansowych. Sukcesy odnosiła również w biegach przełajowych.

## Sukcesy sportowe
Jest jedną z najbardziej utytułowanych szwajcarskich lekkoatletek. W czasie swojej kariery zdobyła 45 złotych medali mistrzostw Szwajcarii: czterokrotnie w biegu na 800 metrów (1976, 1977, 1979, 1984), piętnastokrotnie w biegu na 1500 metrów (bez przerwy w latach 1975–1989), jedenastokrotnie w biegu na 3000 metrów (bez przerwy w latach 1975–1978, 1980–1985 oraz w 1988), w biegu na 25 km (1981), trzynastokrotnie w biegach przełajowych (bez przerwy w latach 1976–1988) oraz w biegu na 1500 metrów w hali (1989).
Wielokrotnie reprezentowała barwy Szwajcarii na arenie międzynarodowej. Trzykrotnie (Moskwa 1980, Los Angeles 1984, Seul 1988) uczestniczyła w letnich igrzyskach olimpijskich, dwukrotnie awansując do finałów biegów na dystansie 3000 metrów (1984 – 5. miejsce, 1988 – 11. miejsce). Wielokrotnie startowała w finałach mistrzostw świata i mistrzostw Europy, jednakże nigdy nie udało się jej zająć pozycji medalowej. Najbliżej zdobycia medalu była w San Sebastián (1977, halowe mistrzostwa Europy – 4. miejsce w biegu na 1500 metrów) oraz w Rzymie (1987, mistrzostwa świata – dwukrotnie 4. miejsce, w biegach na 1500 metrów oraz 3000 metrów). Była również wielokrotną uczestniczką mistrzostw świata w biegach przełajowych, najlepsze wyniki osiągając w Glasgow (1978) oraz w Lizbonie (1985), w obu przypadkach zajmując 5. miejsce.
W 1978 r. otrzymała tytuł Sportsmenki Roku w Szwajcarii.

## Rekordy życiowe
- bieg na 800 metrów – 2:02,35 (Lozanna, 02.09.1986)
- bieg na 1500 metrów – 3:59,90 (Rzym, 05.09.1987) oraz 4:16,8 w hali (San Sebastián, 13.03.1977)
- bieg na milę – 4:24,85 (Bruksela, 05.09.1986)
- bieg na 2000 metrów – 5:35,59 (Londyn, 11.07.1986)
- bieg na 3000 metrów – 8:38,71 (Londyn, 20.07.1985)
- bieg na 5000 metrów – 15:31,43 (Sztokholm, 03.07.1989)